# Джон Аткинсън Гримшоу
Джон Аткинсън Гримшоу (на английски: John Atkinson Grimshaw) е художник от Викторианската епоха, „забележителен художник с богато въображение“ , известен с нощните си пейзажи. 
Ранните му картини са подписани с „JAG“, „J. A. Grimshaw“ и „John Atkinson Grimshaw“, преди да се спре на „Atkinson Grimshaw“.

## Живот
Джон Аткинсън Гримшоу е роден на 6 септември 1836 г. в Лийдс. През 1856 г. се жени за братовчедка си Франсис Хабард (Frances Hubbard, 1835–1917). През 1861 г., на 24-годишна възраст, напуска работата си като чиновник в железопътната компания Great Northern Railway, за да стане художник. Прави първата си изложба през 1862 г., включваща най-вече картини на птици, плодове и цветове на дървета, под патронажа на Философското и литературно общество на Лийдс (Leeds Philosophical and Literary Society).  Кариерата му става сполучлива през 1870-те и наема втори дом в Скарбъроу, който се превръща в любимия му сюжет.
Няколко от децата му – Артър Е. Гримшоу (Arthur E. Grimshaw, 1864–1913), Луис Х. Гримшоу (Louis H. Grimshaw, 1870–1944) и Уилфрид Гримшоу (Wilfred Grimshaw, 1871–1937) и Илейн Гримшоу (Elaine Grimshaw, 1877–1970) стават художници.

## Творчество
Гримшоу повлиян основно от прерафаелитите. Верен на прерафалитския стил, той създава пейзажи с прецизни цветове, светлина, ярка детайлност и реализъм. Рисува пейзажи, които типизират сезони или видове време; сцени с улици в градове и предградия, както и гледки към доковете на Лондон, Лийдс, Ливърпул и Глазгоу под лунна светлина. Точното му рисуване и умението му да изобразява ефекти на светлината водят до това, че той успява да обхване както самата сцена, така и настроението ѝ с детайлна точност. Картините му на навлажнени, осветени с газови лампи улици и мъгливи брегове придават тайнствена топлина както и отчуждение в градския пейзаж. 
Dulce Domum (1855, на латински „Сладък дом“), на чийто гръб Гримшоу пише „нарисувана най-вече при огромни трудности (mostly painted under great difficulties) улавя музиката, портретирана в пианистката, примамва окото да се броди из богато украсената стая и да обърне внимание на спокойната и тиха млада дама, която слуша. Гримшоу рисува още вътрешни сцени, особено през 1870-те, когато работи под влиянието на Джеймс Тисо и естетизма. 
On Hampstead Hill („На хълма Хемпстед“) е една от най-добрите творби на Гримшоу, илюстрираща умението му да улавя настроението на прехода между здрач и нощ. В по-късната му кариера градските му сюжети в здрач или под жълто улично осветление са популярни сред покровителите му от средната класа. 
По-късните му творби включват измислени сцени от Гръцката и Римската империи и рисува литературни образи от Хенри Уадсуорт Лонгфелоу и Алфред Тенисън, включително Илейн (Elaine) и Дамата от Шалот (The Lady of Shalott). Гримшоу дава имена на децата си от герои от поемите на Тенисън. 
През 1880-те Гримшоу поддържа ателие в Челси, Лондон, недалеч от ателието на Джеймс Уистлър (James Abbott McNeill Whistler). След посещение при Гримшоу, Уистлър отбелязва „считах се за създателя на нощните пейзажи докато не видях осветените от Луната картини на Грими“.  За разлика от импресионистичните нощни сцени на Уистлър, Гримшоу работи с влечение към реализма: „остро фокусирани, почти фотографски“, картините му са новаторски с приложението на традиционните за провинциални лунни пейзажи елементи върху викторианските градове, показвайки дъждът и облачността, локвите и пушещата мъгла на късновикторианската индустриална Англия. 

## Галерия
- Залез на Темза
- Духът на нощта
- Кораби на Клайд
- Отблясъци на Темза